# 彼女の権利、彼らの決断
『彼女の権利、彼らの決断』（原題:Reversing Roe）は2018年にNetFlixにて公開された、アメリカのドキュメンタリー映画。リッキー・スターン、アニー・サンドバーグ監督作品。1973年にアメリカ合衆国最高裁判所が中絶合法の判決を出したロー対ウェイド事件以降の、プロチョイスとプロライフの衝突の歴史を追っている。

## 出演
以下、すべて本人として出演。
- ドナ・ハワード
- John Seago
- Brigitte Amiri
- トロイ・ニューマン
- Colleen McNicholas
- Linda Greenhouse
- Tom Davis